# Herzogtum Mailand

Flagge des Herzogtums Mailand 1450, bestehend aus dem Wappen des Hauses Visconti und dem deutschen Reichsadler.

Das Herzogtum Mailand um 1494

Das Herzogtum Mailand (1395–1797) war ein Staat im Norden Italiens, der bei seiner Gründung Ende des 14. Jahrhunderts die heutige Lombardei und Teile der Regionen Piemont, Venetien, Emilia-Romagna und Toskana umfasste.

## Gründung
Das Herzogtum entstand, als 1395 Gian Galeazzo Visconti, Statthalter der Stadt seit 1378, durch Reichsdiplom von Wenzel von Luxemburg, König des Heiligen Römischen Reichs (1378–1400), den Titel eines Herzogs von Mailand erhielt. Sitz des Herzogs war die Stadt Mailand. Dabei wurde das Herrschaftsgebiet der Familie Visconti, das aus den ehemaligen Stadtrepubliken Mailand, Como, Bergamo sowie dem Gebiet von Parma bestand, als neues Herzogtum konstituiert.

## Grenzen
Das Herzogtum stimmte weitgehend mit der Lombardei überein und war Teil des Reichs, jedoch de facto unabhängig. Sein Gebiet, dessen Grenzen im Laufe der Zeit mehrfach änderten, schloss zeitweilig auch Parma mit ein, bis diese Stadt im 16. Jahrhundert ein selbstständiger Staat wurde. 
Das vorher genannte Diplom listete die Gebiete auf, die dem neuen Staat angehörten; die bedeutendsten waren: Alessandria, Asti, Bassano del Grappa, Belluno, Bergamo, Bormio, Brescia, Carrara, Cremona, Como, Feltre, Lodi, Novara, Parma, Piacenza, Pontremoli, Reggio, Sarzana, Tortona, Trento, Vercelli, Verona und Vicenza.

## Geschichte

### Die Visconti (1395–1447)

Wappen des Hauses Visconti

Die Visconti waren schon seit 1311 Herren von Mailand. Mailand, das sich an der Kreuzung der großen Verkehrsadern befand, die über die Alpen führten, war zu einem wichtigen Industrie-, Handwerks- (Textil- und Metallarbeit) und Landwirtschaftsgebiet (Urbarmachung, Kanalisierung, Bewässerung) geworden. Gian Galeazzo Visconti (1378–1402) vereinte die großen Besitztümer der Familie (Lombardei, Teile vom Piemont und der Venetien, Emilia und einige Städte Mittelitaliens) und wurde 1395 mit dem Titel Herzog von Mailand ausgezeichnet (ihm verdankt man den Mailänder Dom und die Certosa von Pavia). Zu seinem Tod konnte der Sohn von Gian Galeazzo, Giovanni Maria, die Eroberungen des Vaters nicht halten, und das Herzogtum brach zusammen. Als er im Jahre 1412 getötet wurde, folgte ihm sein Bruder Filippo Maria nach, der die Eroberungen des Vaters fortsetzte, nachdem er das Herzogtum wiederhergestellt hatte, kam es zu Auseinandersetzungen mit Venedig. Der Krieg dauerte zehn Jahre (1423–1433) und endete mit dem Friedensvertrag von Ferrara und der Übergabe von Brescia und Bergamo an die Venezianer.

### Die Republik und die Sforzas

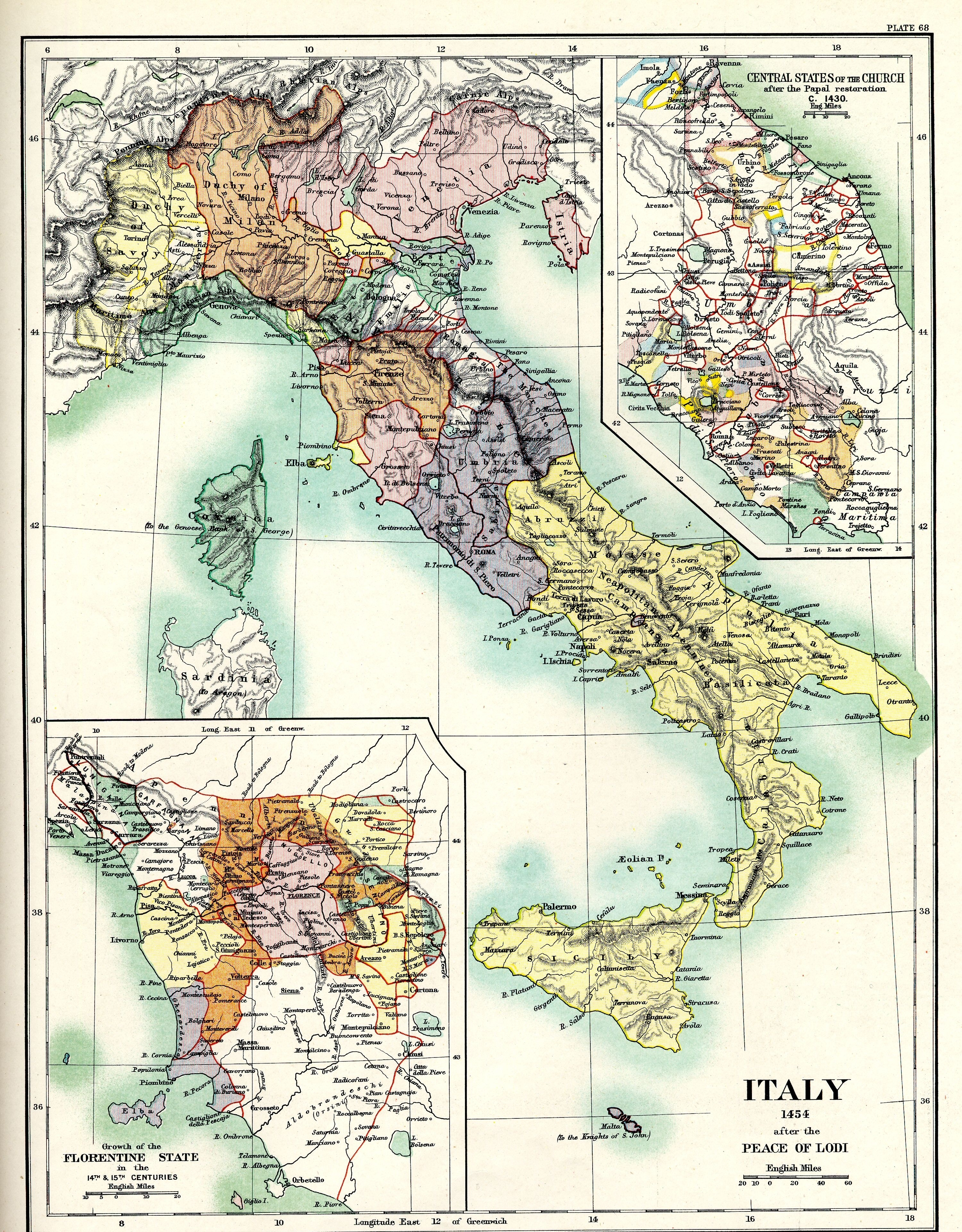
Das Herzogtum Mailand nach dem Frieden von Lodi (1454)

Als die Visconti 1447 ausstarben, erklärte sich Mailand zur Republik, obwohl der Herzog von Orleans laut Vertrag der rechtmäßige Erbe war. Er war nicht in der Lage, seine Ansprüche geltend zu machen, aber die Republik war dennoch kurzlebig. Der Söldnerführer Francesco Sforza, der eine illegitime Tochter des letzten Visconti-Herzogs geheiratet hatte, riss 1450 die Macht an sich und erklärte sich selbst zum Herzog.
1498 wurde der Herzog von Orleans als Ludwig XII. König von Frankreich und versuchte, die Ansprüche seines Vaters geltend zu machen. Bereits im Jahr darauf griff er das Herzogtum an und konnte den damaligen Herrscher Lodovico Sforza vertreiben. Die Franzosen regierten Mailand bis 1513, als sie von den Schweizern verdrängt wurden, die Lodovicos Sohn Massimiliano auf den Thron setzten. 1515 gewannen die Franzosen unter Franz I. die Schlacht bei Marignano und setzten Massimiliano gefangen. 1521 wurden sie wieder verdrängt, diesmal von den Österreichern, die Massimilianos jüngeren Bruder Francesco II. Sforza einsetzten.
Nach der schweren Niederlage der Franzosen bei Pavia 1525 schloss sich Francesco der Liga von Cognac (aus Venedig, Florenz, dem Papst und Frankreich) an. Er wurde von den Kaiserlichen aus Mailand vertrieben, behauptete aber die anderen Städte des Herzogtums, und erhielt die Kontrolle über Mailand 1529 im Frieden von Cambrai zurück.

### Unter den Habsburgern
Als Francesco Sforza 1535 ohne Erben starb, stellte sich erneut die Frage der Nachfolge. Sowohl der Kaiser als auch der französische König beanspruchten Mailand, was wieder zum Krieg führte. Der römisch-deutsche Kaiser Karl V. siegte und gab das Herzogtum seinem Sohn Philipp II. von Spanien. Südliche Gebiete des Herzogtums Mailand fielen an den Kirchenstaat und wurden 1545 an einen päpstlichen Nepoten aus der Familie Farnese als Herzogtum Parma weiter gegeben. 1556 wurde Mailand durch die Habsburger Erbteilung dann Nebenland der Spanischen Krone. 1559 bestätigten die Franzosen den Besitz im Vertrag von Cateau-Cambrésis.

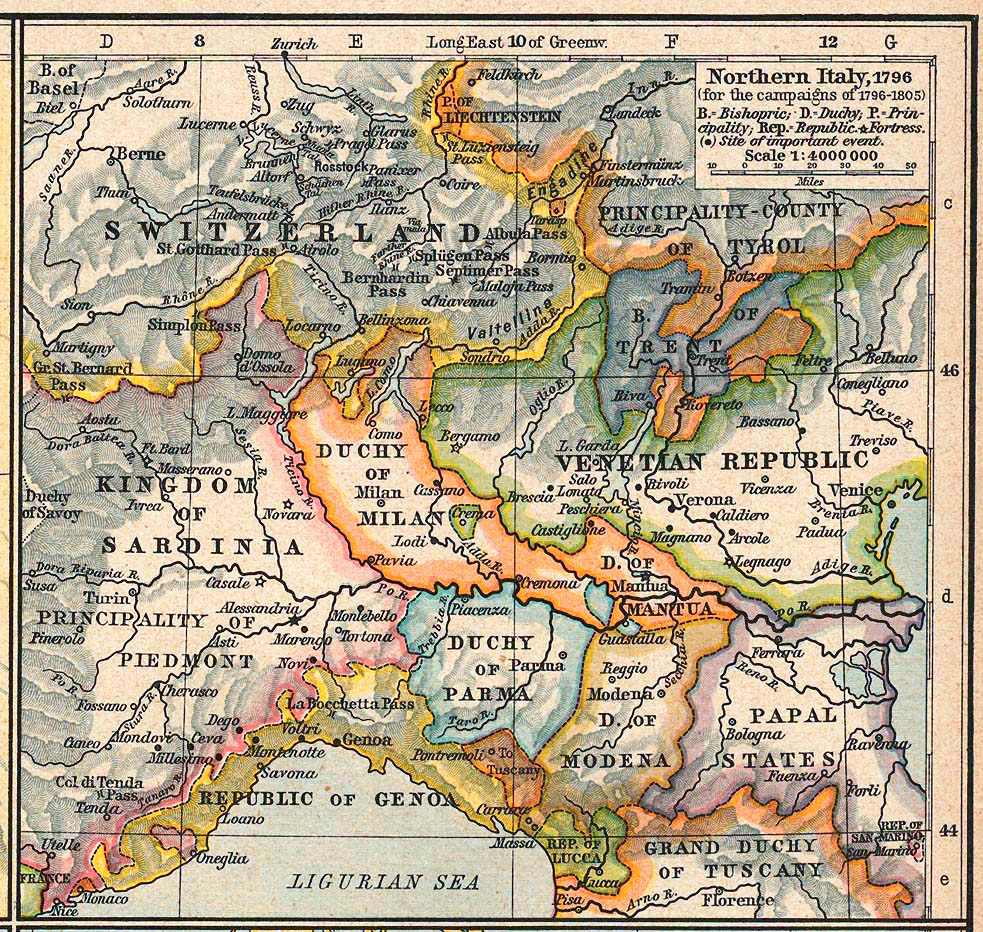
Der Rest des alten Herzogtums Mailand als Teil Österreichs 1796

Mailand blieb in spanischer Hand bis zum Spanischen Erbfolgekrieg, in dem es von den Österreichern erobert wurde, die es im Frieden von 1714 erhielten. Dort blieb es, bis das Land 1796 von der französischen Revolutionsarmee unter Napoleon überrannt wurde (→ Koalitionskriege). Im Frieden von Campo Formio trat Österreich das Herzogtum Mailand ab und es wurde Teil der Cisalpinischen Republik, später von Napoleons Königreich Italien. Im Wiener Kongress 1815 kam das Herzogtum wieder an Österreich und wurde Lombardo-Venetien zugeordnet.

## Persönlichkeiten
- Ambrosius Regondi (1608–1681) Steinmetzmeister und Bildhauer und Richter in Kaisersteinbruch, Wien.
- Giorgio Regondi (1616–1681) kaiserlicher Hofsteinmetzmeister und Bildhauer in Kaisersteinbruch, Wien. Sein Bruder war Ambrosius Regondi.

## Wappen
Das Wappen des Herzogtums Mailand zeigt jenes des Hauses Visconti, den Biscione. Dabei handelt es sich um eine Schlange, die aus ihrem Schlund einen Menschen gebiert.